# Región eclesiástica de Umbría
La Región eclesiástica Umbria es una de las dieciséis regiones eclesiásticas en las cuales está subdividido el territorio de la Iglesia católica en Italia. Su territorio se corresponde con el de la región administrativa de Umbria.

## La Región eclesiástica

### Estadísticas
Superficie en km²: 9.129
Habitantes: 843.181
Parroquias: 591
Número de sacerdotes diocesanos: 623
Número de sacerdotes religiosos: 428
Número de diáconos permanentes: 104

### Subdivisión
La región eclesiástica está compuesta por ocho diócesis, así repartidas:
- Archidiocesi de Perugia-Ciudad de la Pieve, metropolitana, que tiene como sufragáneas:
  - Diócesis de Assisi-Nocera Umbra-Gualdo Tadino
  - Diócesis de Ciudad de Castillo
  - Diócesis de Foligno
  - Diócesis de Gubbio
- Archidiócesis de Spoleto-Norcia, inmediatamente sujeta a la Santa Sede
- Diócesis de Orvieto-Todi, inmediatamente sujeta a la Santa Sede
- Diócesis de Terni-Narni-Amelia, inmediatamente sujeta a la Santa Sede

### Conferencia episcopal Umbra
La conferencia episcopal umbra tiene su sede en Assisi.
- Presidente: cardenal Gualtiero Bassetti, arzobispo metropolitano de Perugia-Ciudad de la Pieve
- Vicepresidente: Domenico Sorrentino, arzobispo-obispo de Assisi-Nocera Umbra-Gualdo Tadino
- Secretario: Renato Boccardo, arzobispo de Spoleto-Norcia

## Diócesis umbras suprimidas
- Diócesis de Arna
- Diócesis de Bettona
- Diócesis de Bevagna
- Diócesis de Foro Flaminio
- Diócesis de Martana
- Diócesis de Otricoli
- Diócesis de Spello
- Diócesis de Trevi